# Harold Wood
Harold Wood är en del av en befolkad plats i Storbritannien.   Den ligger i grevskapet Greater London och riksdelen England, i den sydöstra delen av landet, 27 km öster om huvudstaden London. Harold Wood ligger 34 meter över havet och antalet invånare är 12 443.
Terrängen runt Harold Wood är platt. Runt Harold Wood är det mycket tätbefolkat, med 1 819 invånare per kvadratkilometer. Närmaste större samhälle är Bexley, 17,9 km söder om Harold Wood. Runt Harold Wood är det i huvudsak tätbebyggt.